# 백승호 (육상 선수)
백승호(1990년 12월 16일 - )는 대한민국의 육상 장거리 선수이다. 삼성전자 육상단 소속이며 현재 남자 5000m 달리기 대한민국 기록(13분 42초 98)을 보유하고 있다. 2011년 12월 일본 요미우리 마라톤 대회에서 42.195km 풀 코스에 첫 도전해 2시간15분20초를 기록했다.